# Portail judiciaire de La Haye
 (janvier 2015).
Le Portail judiciaire de La Haye est un site internet qui promeut et qui permet l’accès aux institutions, aux cours et aux organisations située à La Haye qui travaillent dans le domaine de la justice, la sécurité et la paix internationales. Le Portail fut officiellement inauguré le 6 avril 2006 à La Haye par Son Altesse la Princesse Magriet des Pays-Bas.
Le Portail est un accès aux activités légales qui prennent place à La Haye, une ville qui, selon les dires de l’ex-Secrétaire général des Nations unies, M. Kofi Annan, « mérite grandement sa réputation de Ville internationale de Paix et de Justice ».
Ce projet innovateur a été créé par la « Hague Academic Coalition » et inauguré en avril 2006. En plus des principales institutions légales de La Haye, telles que la Cour internationale de justice (CIJ), la Cour pénale internationale et le Tribunal pénal international pour l’ex-Yougoslavie, le Portail promeut et permet l’accès à un grand nombre d’autres organisations internationales, aux instituts et aux centres de recherche basés dans cette ville et qui ont un lien direct à la justice, la sécurité et la paix internationales.
Le Portail en tant que tel se répartit en cinq sections principales : « Actualités et Agenda », « Projets », « Recherche Académique », « La Haye » et « Le Portail ».
Actualités et Agenda : Ces actualités incluent les plus récentes informations concernant les cours internationales et leurs jugements cruciaux, leurs décisions capitales. Ces informations proviennent de sources officielles et sont éditées par des experts légaux. L’agenda annonce les événements juridiques, les conférences, les séminaires et les discours qui ont lieu à La Haye.
Recherche académique : Ceci est le noyau du Portail où sont accessibles les documents des cours, des commentaires, des articles, des communiqués de presse ainsi qu’une bibliographie considérable. Le Journal Judiciaire de La Haye – The Hague Justice Journal se compose d’articles et de commentaires d’experts qui analysent des affaires légales.
Projets : Le Portail judiciaire de La Haye travaille actuellement sur deux projets spécifiques. Le premier est entrepris en collaboration avec la Cour permanente d’arbitrage pour numériser les sentences historiques internationales d’arbitrage de la Cour qui n’étaient pas encore disponibles sous ce format. Le deuxième est appelé le projet DomCLIC, qui est le projet pilote pour une base de données en plein essor sur la jurisprudence domestique de nombreux pays travers le monde se rapportant au droit criminel international.
La Haye : Cette subdivision du site offre un aperçu intéressant de la ville de La Haye. Que vous soyez touriste ou expatrié, ou si vous envisagez d’emménager à La Haye, le Portail souhaite guider vos premiers pas. Vous obtiendrez aussi la liste des offres d’emploi qui ne sont pas strictement « légales ».
Le Portail : Cette section finale fournit des informations sur la Hague Academic Coalition (HAC) à laquelle le Portail appartient. Ce consortium d’institutions qui travaillent dans le domaine des relations internationales et du droit international offrent l’accès à leurs publications récentes et aux résultats de leurs recherches.